# Kaqchikel (volk)
De Kaqchikel of Cakchiquel zijn een Mayavolk woonachtig in Guatemala. Er zijn iets minder dan een miljoen Kaqchikel.
De Kaqchikel leven in de westelijke en centrale hooglanden van Guatemala, in de departementen Chimaltenango, Sacatepéquez en Sololá. Ook leven er emigrantengemeenschappen in de Verenigde Staten en Mexico.
In de precolumbiaanse periode waren de Kaqchikel aanvankelijk vazallen van het K'iche'-koninkrijk Q'umarkaj en hadden hun hoofdstad in Chaviar (Chichicastenango). Omstreeks 1470 volgde een breuk met de K'iche' en verlieten de Kaqchikel Chaviar om de nieuwe hoofdstad van het Kaqchikel-koninkrijk in Iximché te vestigen. Het Kaqchikel-koninkrijk had vier vorsten. In 1524 sloten zij zich aan bij de Spaanse veroveraar Pedro de Alvarado.
Halverwege de zestiende eeuw werd de geschiedenis en de mythologie van de Kaqchikel op schrift gesteld in een manuscript dat bekendstaat als de Annalen van de Cakchiquels, een werk dat naar historische waarde vergelijkbaar is met de Popol Vuh van de K'iche', doch veel minder bekend is.